# Зайнуллина, Марта Альфредовна
Марта Альфредовна Зайнуллина (род. 30 июля 1990, Нижнекамск, Татарская АССР) — российская биатлонистка и лыжница. Бронзовый призёр зимних Паралимпийских игр, чемпионка мира. Заслуженный мастер спорта России по биатлону и лыжным гонкам среди спортсменов с ПОДА.

## Награды
- Медаль ордена «За заслуги перед Отечеством» I степени (2018 год) — за высокие спортивные достижения на XII Паралимпийских зимних играх в городе Пхенчхане (Республика Корея), проявленные волю к победе, стойкость и целеустремленность[2]
- Медаль ордена «За заслуги перед Отечеством» II степени (2014 год) — за большой вклад в развитие физической культуры и спорта, высокие спортивные достижения на XI Паралимпийских зимних играх 2014 года в городе Сочи[3]
- Орден «Дуслык» (Республика Татарстан, 2018 год) — за достижение высоких спортивных результатов на XII Паралимпийских зимних играх 2018 года в городе Пхенчхане (Республика Корея)[4]